# 2-й Спасоналивковский переулок
2-й Спасонали́вковский переу́лок (Шапкин или Шапочный переулок) — улица в центре Москвы на Якиманке между улицами Большая Полянка и Казанским переулком.

## История
На плане Москвы 1853 года переулок обозначен под названием «Шапочный», предположительно, по фамилии домовладельца Шапкина. Современное название получил в начале XX веке по местности Наливки, так же как 1-й Спасоналивковский.

## Описание

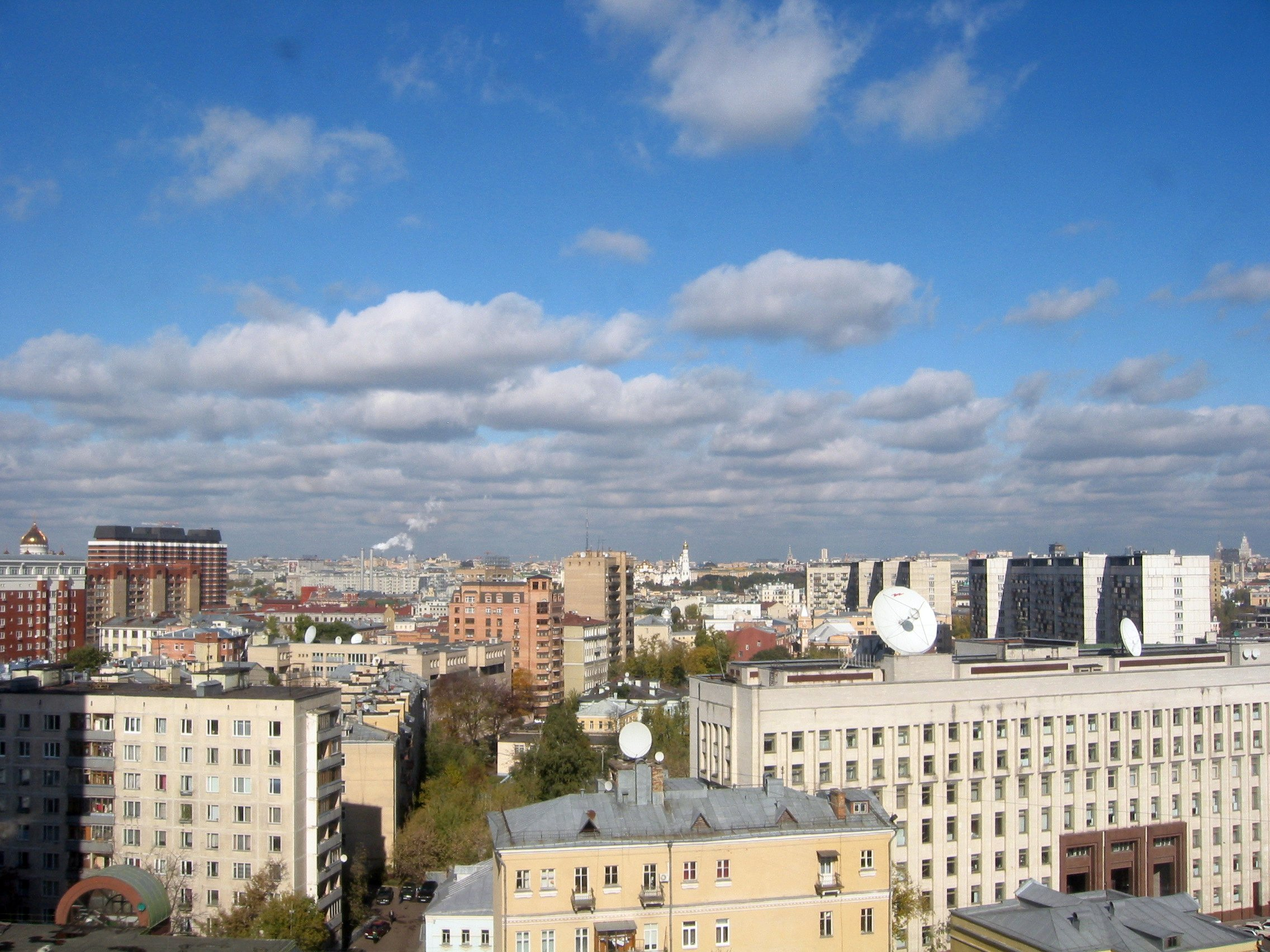
Панорама 2-го Спасоналивковского переулка.

2-й Спасоналивковский переулок начинается от Большой Полянки, проходит на юго-запад до Казанского переулка.

## Здания и сооружения
По нечётной стороне:
- № 3, строение 1 — Главный радиочастотный центр (до конца октября 2007 г.);
- № 3, строение 6 — Колледж художественных ремёсел № 59;
- № 5 — до реставрации, исказившей облик здания, здесь располагался особняк XIX века, в котором в 1884—1885 жил художник Виктор Васнецов[1];
- № 9 — бывший доходный дом, надстроен в советские годы[1].

По чётной стороне:
- № 4 — жилой дом (1902, архитектор Зиновий Иванов);
- № 6 — здание 1980 года постройки (архитекторы В. Н. Ковшель, А. Д. Медведев, А. И. Епифанов), бизнес-комплекс «Полянка»[1][2].